# Red Star OS
Red Star OS (kor. 붉은별, MR Pulgŭnbyŏl) – system operacyjny pochodzący z Korei Północnej oparty na jądrze Linux. Jego projektowanie rozpoczęło w 2002 roku Koreańskie Centrum Komputerowe (ang. Korea Computer Center). Głównym założeniem dla twórców systemu jest zastąpienie angielskojęzycznych wersji systemu Microsoft Windows używanych w tym kraju. Jest dostępny jedynie w języku koreańskim, zlokalizowany zgodnie z pisownią i terminologią północnokoreańskiego dialektu języka koreańskiego.

## Szczegóły techniczne
Oparty na środowisku graficznym KDE 3.x, Red Star OS oferuje fork przeglądarki Mozilla Firefox, Naenara („Moje państwo”) do przeglądania intranetu Kwangmyong. Do innych programów dołączonych do systemu należą edytor tekstu, program pocztowy, odtwarzacze multimedialne i gry komputerowe.
Wymagania systemowe Red Star OS są następujące:
- procesor Pentium III 800 MHz,
- 256 MB pamięci operacyjnej,
- 3 GB miejsca na dysku twardym.